# 月刊モー想科学
『月刊モー想科学』（げっかんモーそうかがく）は、OLM Team Yoshioka制作による日本のテレビアニメ作品。2024年1月から3月までTOKYO MXほかにて放送された。
とある国にある街モーストシティにて置かれた雑誌『月刊モー想科学』の出版社を舞台に、平和だった編集部が科学では説明できない事件に巻き込まれていく物語が描かれる。

## 登場人物

### 月刊モー想科学編集部
タロー・J・鈴木（タロー ジェイ すずき）
声 - 石井孝英
本作の主人公である『月刊モー想科学』の編集者。28歳。虚弱体質であることを理由に寿退社で専業主夫への夢を目指している。
その正体は王子だったジローの部下のモータリアンの転生者。
ジロー・田中（ジロー たなか）
声 - 山本和臣
『月刊モー想科学』編集部・アシスタントを務める少年。10歳。「岩（ロック）」のロックのもとで預けられる。ヒーリング能力の持ち主。
その正体はモータリアンの王子。
サブロー
声 - 白井悠介
犬。ジローとは常に行動する。年齢不詳。人間の言葉を理解する。
ゴロー・佐藤（ゴロー さとう）
声 - 土岐隼一
『月刊モー想科学』編集部の一員。18歳。かつてはエリート科学者であったが、いろんな事情があったことからサイエンス研究所をクビとなる。
キャサリン・スー/フォー・チュン
声 - 釘宮理恵
『月刊モー想科学』編集長。29歳。タローとジローをスカウトした張本人。
実は本作の黒幕。前者は偽名で後者は本名。そもそもの動機は自分を見下した学会に復讐することだった。

### ホワイトペガサス社
謎大き会社。月刊モー想科学編集部の敵。
エドワード・チー
声 - 杉田智和
謎多き会社・ホワイトペガサス社の社長。34歳。モノクルをかけている。
実はキャサリン（フォー・チュン）と旧知の仲。
パーチ
声 - 古屋亜南
ホワイトペガサス社の社員にしてエドワードの部下。15歳。色白かつ短髪の少年。頭脳担当。
ノイン
声 - 井上雄貴
ホワイトペガサス社の社員にしてエドワードのもう1人の部下。15歳。パーチと一卵性の双子に当たる。褐色肌かつツインテールの少年。武闘担当。

### その他
ナンシー
声 - 斎藤千和
ふくよかな女性。タローのものぐさな性格に嫌気がさしている。
ロック
声 - 西村知道
『月刊モー想科学』の出版社が入るビルの1階にある「岩（ロック）」のマスター。

## スタッフ
- 原作 - 馬谷いちご[3]
- 監督・キャラクター原案 - 宮脇千鶴[3]
- シリーズ構成 - 金杉弘子[3]
- キャラクターデザイン - 廣田茜[3]
- プロップデザイン - 志村錠児[3]
- 色彩設計 - 佐藤直[3]
- 美術監督 - 縫部文江[3]
- 撮影監督 - 佐藤敦[3]
- 編集 - 小守真由美[3]
- 音響監督 - 納谷僚介[3]
- 音響効果 - 小林亜依里[3]、野崎博樹[3]
- 音楽 - 立山秋航[3]
- 音楽制作 - ポニーキャニオン[3]
- 音楽プロデューサー - 中村伸一
- プロデューサー - 川原陽子、臼井久人、立野智弘、工藤雅世、松井優子、間取美帆
- アニメーションプロデューサー - 吉岡大輔
- アニメーション制作 - OLM Team Yoshioka[3]
- 製作 - モー製作委員会[3]

## 主題歌
「オーバーサイエンてぃふぃっく！」
月刊モー想科学編集部（石井孝英・山本和臣・白井悠介・土岐隼一）によるオープニングテーマ。作詞は久下真音、作曲・編曲はANDWと久下真音。
「SCIENCE」
土岐隼一によるエンディングテーマ。作詞・作曲・編曲はオノシ。

## 各話リスト
| 話数   | サブタイトル                           | 脚本     | 絵コンテ          | 演出              | 作画監督                                                | 総作画監督                                   | 初放送日       |
| ------ | -------------------------------------- | -------- | ----------------- | ----------------- | ------------------------------------------------------- | -------------------------------------------- | -------------- |
| 1月号  | も〜、びっくり!? タローの変身？        | 金杉弘子 | 宮脇千鶴          | 新田典生          | 阿部祐里 佐藤陵 李普螺                                  | 廣田茜 東海林康和                            | 2024年 1月11日 |
| 2月号  | も〜、お前！ 何勝手に働いてんの？      | 金杉弘子 | 西田健一          | 石井希美          | 大野美葉 土信田和幸 山縣亜紀                            | 廣田茜 河野仁美 桑原麻衣                     | 1月18日        |
| 3月号  | も〜、止まらない!?ミュージカル口調……!? | 金杉弘子 | 志村錠児          | 沼山茉由          | tofu 川本和隆 佐藤なつみ 清水椋大 渡辺一平太 山縣亜紀   | 廣田茜 佐藤陵 桑原麻衣 東海林康和 李普螺     | 1月25日        |
| 4月号  | も〜、不思議!?ヌス湖の秘密             | 千葉克彦 | 山井紗也香        | 山井紗也香        | 大河しのぶ 木下雪映 大和葵                              | 廣田茜 東海林康和 阿部祐里                   | 2月1日         |
| 5月号  | も〜、ナニ悩んでるの？氷上の貴公子     | 千葉克彦 | 秋山朋子 新田典生 | 石井希美          | 大野美葉 土信田和幸 山縣亜紀 岡田絵里香 村田誠          | 廣田茜 河野仁美 桑原麻衣                     | 2月8日         |
| 6月号  | も〜、なんで？ここが猫のたまり場!?     | 金杉弘子 | 新田典生          | 木村寛 服部福太郎 | 雨咲和 Xercharles Anonat スタジオ・ミュウ               | 廣田茜 大河しのぶ 佐藤陵                     | 2月15日        |
| 7月号  | も〜レツ!?お見合いパーティ             | 金杉弘子 | 志村錠児          | 新田典生          | 木下雪映 李普螺 大和葵 山縣亜紀 土信田和幸              | 東海林康和 阿部祐里                          | 2月22日        |
| 8月号  | も〜犬！犬も歩けばモーに当たる         | 千葉克彦 | もりたけし        | 沼山茉由          | 斎花 高市彩加 谷口繁則 藤彩七 紫灯珈                    | 廣田茜 河野仁美 桑原麻衣 東海林康和 阿部祐里 | 2月29日        |
| 9月号  | も〜、謎だらけ！天才少女の過去         | 宮脇千鶴 | 山井紗也香        | 山井紗也香        | 土信田和幸 山縣亜紀 大野美葉 岡田絵里香 村田誠 木下雪映 | 大河しのぶ 佐藤陵                            | 3月7日         |
| 10月号 | も〜、イヤだ！ケンカで大陸浮上!?       | 金杉弘子 | 大庭秀昭          | 大庭秀昭          | 木下雪映 李普螺 大和葵 佐藤陵                           | 廣田茜 東海林康和 阿部祐里                   | 3月14日        |
| 11月号 | も〜、聞いてないよ！キャサリン！       | 金杉弘子 | もりたけし        | 石井希美          | 大野美葉 山縣亜紀 池平千里                              | 河野仁美 桑原麻衣                            | 3月21日        |
| 12月号 | も〜、この世は奇想天外！               | 金杉弘子 | 志村錠児          | 新田典生          | 土信田和幸 木下雪映 岡田絵里香 李普螺 大野美葉 山縣亜紀 | 廣田茜 佐藤陵 東海林康和 大河しのぶ 阿部祐里 | 3月28日        |

## 放送局
| 放送期間                | 放送時間               | 放送局   | 対象地域 | 備考                                         |
| ----------------------- | ---------------------- | -------- | -------- | -------------------------------------------- |
| 2024年1月11日 - 3月28日 | 木曜 23:30 - 金曜 0:00 | TOKYO MX | 東京都   |                                              |
| 2024年1月14日 - 3月31日 | 日曜 23:00 - 23:30     | BS朝日   | 日本全域 | 製作参加 / 字幕放送 / BS放送 / 『アニメA』枠 |

| 配信開始日    | 配信時間       | 配信サイト | 備考         |
| ------------- | -------------- | --- | ------------ |
| 2024年1月12日 | 金曜 0:00 更新 | dアニメストア | 見放題配信   |
| 2024年1月15日 | 月曜 0:00 更新 | DMM TV U-NEXT アニメ放題 ABEMA J:COM STREAM TELASA milplus auスマートパスプレミアム FOD Hulu バンダイチャンネル Lemino ニコニコチャンネル Amazon Prime Video | 見放題配信   |
|               |                | ビデオマーケット カンテレドーガ YouTube ムービー&TV HAPPY!動画 music.jp ふらっと動画                                                                         | レンタル配信 |

## BD / DVD
| 巻 | 発売日        | 収録話          | 規格品番   | 規格品番   |
| 巻 | 発売日        | 収録話          | BD         | DVD        |
| -- | ------------- | --------------- | ---------- | ---------- |
| 1  | 2024年3月20日 | 第1話 - 第3話   | PCXP.51101 | PCBP.54631 |
| 2  | 2024年4月24日 | 第4話 - 第6話   | PCXP.51102 | PCBP.54632 |
| 3  | 2024年5月29日 | 第7話 - 第9話   | PCXP.51103 | PCBP.54633 |
| 4  | 2024年6月19日 | 第10話 - 第12話 | PCXP.51104 | PCBP.54634 |